# Gauthier III. de Nemours

Wappen Gauthiers III. de Nemours

Gauthier III. de Nemours († 23. August 1270 vor Tunis) war ein Herr von Nemours und Marschall von Frankreich im 13. Jahrhundert.
Er war der Sohn von Philippe II. de Nemours, von dem er nach dessen Tod 1255 die Burg von Nemours erbte. Er gehörte damit zur Familie Le Riche. Gelegentlich wird er auch Gauthier de Villebéon genannt, weil seine Familie mit der benachbarten Familie von Villebéon versippt war.
Gauthier nahm am Kreuzzug nach Ägypten (1248–1250) teil und wurde ein Ritter im Gefolge König Ludwigs IX. des Heiligen. Nach den Worten Joinvilles erregten er und Karl von Anjou während der Schiffspassage von Damiette nach Akkon (April 1250) den Unmut des Königs, weil sie auf dem Schiffsdeck dem Würfelspiel nachgingen, was der König als verwerfliche Sünde betrachtete. Später ließ Ludwig IX. in Frankreich sogar das Verbot des Würfelspiels gesetzlich verankern.
1257 ersetzte Gauthier den verstorbenen Guillaume de Beaumont als königlichen Marschall, wurde in diesem Amt aber schon 1262 von Henri II. Clément abgelöst. 1270 nahm Gauthier auch am Kreuzzug nach Afrika teil, starb dort zwei Tage vor dem König im Feldlager vor Tunis an der ausbrechenden Ruhr.
Er war mit der jungen Clémence von Dreux (* 1257; † um 1300, Haus Frankreich-Dreux), Tochter des Robert I. († 1264), Vizegraf von Beu und Châteaudun, verheiratet. Die Ehe blieb kinderlos. Clémence heiratete nach seinem Tod Jean des Barres († 1324), 1318 Marschall von Frankreich.
Seine Herrschaft Nemours wurde von Gauthiers Brüdern Jean und Philippe 1274 und 1276 an König Philipp III. verkauft.